# Danh sách câu lạc bộ bóng đá ở Saint-Barthélemy
Đây là danh sách các câu lạc bộ bóng đá ở Saint-Barthélemy.
- AJOE
- ASPSB
- FC Amicale (tên cũ là FC Beach-Hôtel)
- FC ASCCO
- FC Diables Rouges
- Young Stars

Bản mẫu:Bóng đá Saint-Barthélemy